# Nitrendypina
Nitrendypina (łac. nitrendipinum) – wielofunkcyjny organiczny związek chemiczny z grupy pirydyn, stosowany jako lek blokujący kanały wapniowe w leczeniu nadciśnienia tętniczego. Jest związkiem chiralnym, produkt farmaceutyczny jest mieszaniną racemiczną obu enancjomerów.

## Mechanizm działania
Nitrendypina jest antagonistą kanału wapniowego działającym na wolne kanały wapniowe, którego maksymalny efekt następuje po 1–3 godzinach od podania.

## Zastosowanie
- nadciśnienie tętnicze[3]

W 2015 roku nitrendypina była dopuszczona do obrotu w Polsce jako preparat prosty.

## Działania niepożądane
Nitrendypina może powodować następujące działania niepożądane, które zwykle występują na początku leczenia:
- ból w klatce piersiowej
- ból głowy
- zaczerwienienie twarzy
- obrzęki obwodowe
- uczucie ciepła
- nudności
- wymioty
- zawroty głowy
- wzrost aktywności fosfatazy alkalicznej
- wzrost aktywności aminotransferazy alaninowej
- hipotensja
- hipotensja ortostatyczna
- tachykardia
- kołatanie serca
- uczucie zmęczenia
- wielomocz
- nadwrażliwość skórna